# Arquidiocese de Brasília
A Arquidiocese de Brasília (Archidiœcesis Brasiliapolitana) é uma circunscrição eclesiástica da Igreja Católica no Brasil, funcionando como sé metropolitana da Província Eclesiástica de Brasília. Pertence ao Conselho Episcopal Regional Centro-Oeste da Conferência Nacional dos Bispos do Brasil (CNBB), sendo também a sede deste conselho. A sé arquiepiscopal é a Catedral de Nossa Senhora Aparecida, localizada em Brasília, no Distrito Federal.

## História

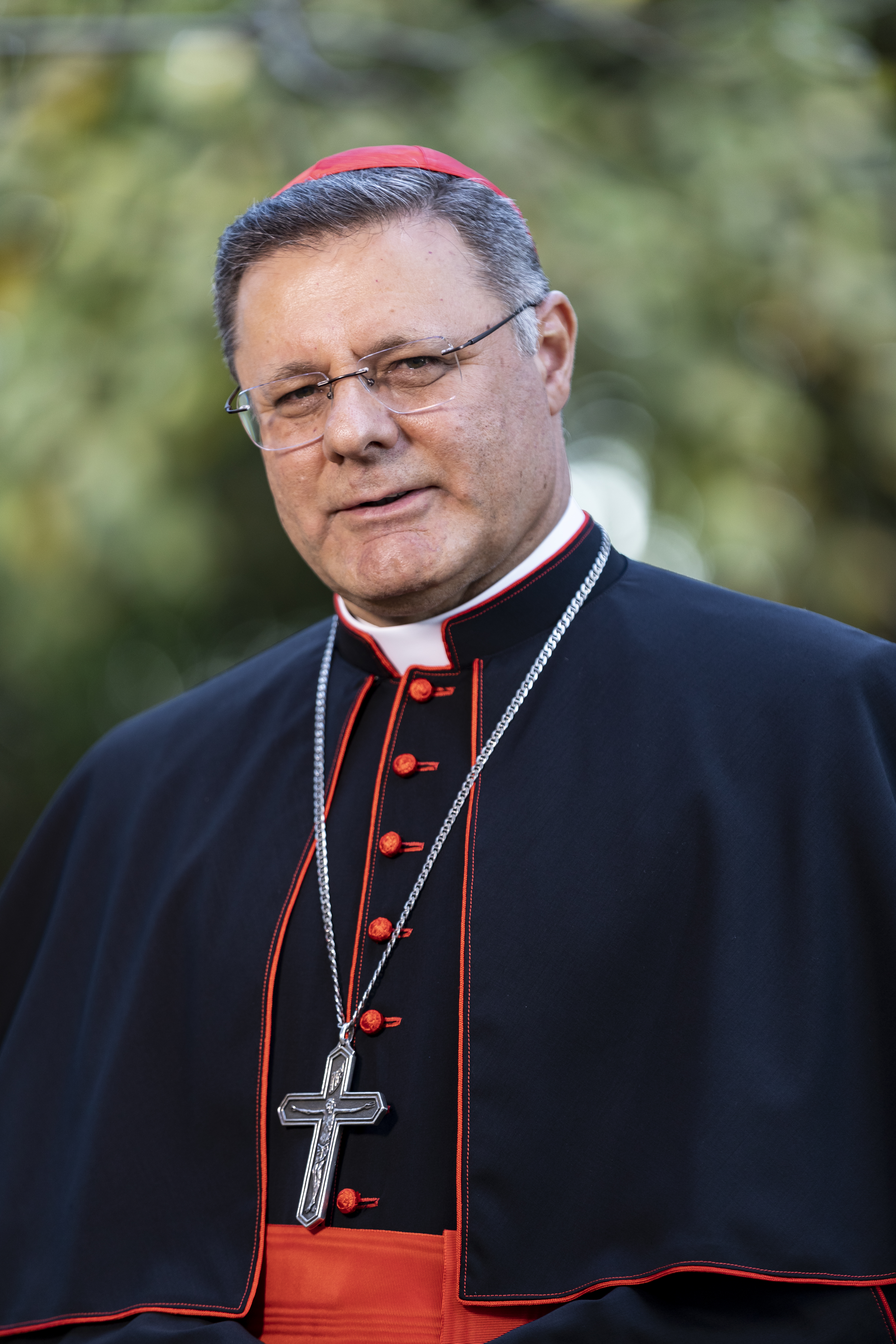
Dom Paulo Cezar Costa, atual Cardeal-Arcebispo de Brasília.

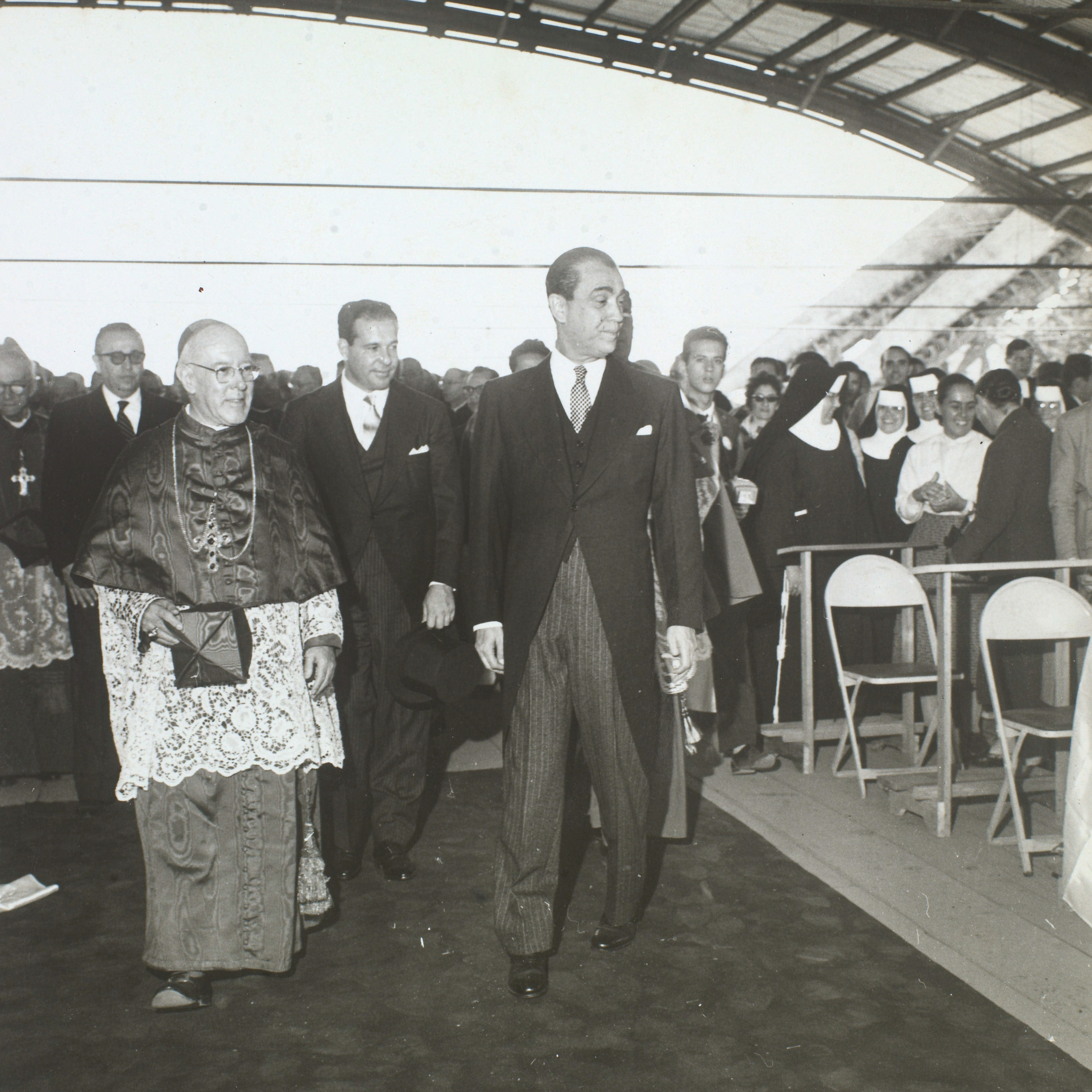
Religiosos acompanham a inauguração de Brasília ao lado de Juscelino Kubitschek e João Goulart, presidente e vice-presidente da República, respectivamente.

### Fundação e Primeiros Anos (1960–1966)
A Diocese de Brasília foi erigida em 16 de janeiro de 1960 pela bula Quandoquidem Nullum do Papa João XXIII, desmembrada da Arquidiocese de Goiânia. A bula, solicitada pelo Núncio Armando Lombardi a pedido do presidente Juscelino Kubitschek e com apoio do Arcebispo de Goiânia, Dom Fernando Gomes dos Santos, criou a diocese Brasiliapolitana com os limites do Distrito Federal, diretamente subordinada à Santa Sé. A sé episcopal foi estabelecida na Catedral de Nossa Senhora Aparecida, elevada a catedral arquiepiscopal, com um cabido de cônegos e um seminário menor obrigatório.
A diocese foi instalada em 21 de abril de 1960, durante a inauguração de Brasília. A Missa inaugural, iniciada às 23h45 de 20 de abril e concluída às 00h30 de 21 de abril, foi celebrada pelo Cardeal Manuel Gonçalves Cerejeira, Patriarca de Lisboa, usando a cruz da primeira Missa do Brasil (1500). Às 10h15 do mesmo dia, Dom José Newton de Almeida Baptista tomou posse como primeiro bispo, na presença de autoridades e fiéis, no canteiro da futura Catedral Metropolitana. Em junho de 1962, Nossa Senhora da Conceição Aparecida e São João Bosco foram proclamados padroeira e copadroeiro, este último devido ao seu sonho profético de 1883, que previa uma “terra prometida” entre os paralelos 15° e 20°, associada a Brasília.

### Papel na Transferência da Capital (1950s)
A Igreja Católica em Goiás foi fundamental na transferência da capital para o Planalto Central, influenciando o projeto de Brasília. O sonho de São João Bosco (1883), registrado nas Memórias Biográficas por Padre Lemoyne, descrevia uma cidade próspera entre os paralelos 15° e 20°, legitimando a mudança da capital. Líderes como Dom Emanuel Gomes de Oliveira e Dom Fernando Gomes dos Santos, da Arquidiocese de Goiânia, garantiram a inclusão de instituições religiosas no Plano Piloto, com a Ermida Dom Bosco, projetada por Oscar Niemeyer e erguida em 1957, como a primeira construção de alvenaria em Brasília.

### Elevação à Arquidiocese (1966)
Em 11 de outubro de 1966, a diocese foi elevada a arquidiocese metropolitana pelo Papa Paulo VI, via Constituição Apostólica Goianiensis - Uberabensis (Brasiliapolitanae), com as dioceses sufragâneas de Formosa, Luziânia e Uruaçu.

### Marcos Principais (1970–2010)
- 1970: Dedicação da Catedral Metropolitana em 31 de maio, durante o VIII Congresso Eucarístico Nacional, com o tema “Batismo, Crisma e Eucaristia”.[9]
- 1980 e 1991: Visitas do Papa João Paulo II, com Missas na Esplanada dos Ministérios (800 mil fiéis em 1980).[10]
- 2010: Jubileu de Ouro e XVI Congresso Eucarístico Nacional, com o tema “Eucaristia, pão da unidade dos discípulos missionários”.

### Era Moderna (2020–Presente)
Desde 2020, sob o Cardeal Paulo Cezar Costa, a arquidiocese prioriza a renovação pastoral, criando novas paróquias e modernizando a cúria. Durante a pandemia de COVID-19 (2020–2022), adaptou-se com Missas virtuais e protocolos sanitários. Em 2023, reorganizou os vicariates, criando o Vicariato Leste para atender ao crescimento populacional.

## Situação Geográfica, Demografia e Paróquias
A Arquidiocese de Brasília abrange o Distrito Federal (5.814 km²), limitando-se com as dioceses de Formosa, Luziânia e Paracatu. Em 2023, contava com 3.113.000 habitantes, sendo 2.138.000 católicos (68,7%), 167 paróquias, 2 áreas pastorais, 273 sacerdotes (128 diocesanos, 145 religiosos), 93 diáconos permanentes, 266 religiosos e 318 religiosas.

### Evolução Demográfica
| Ano  | População Total | Católicos | % Católico | Sacerdotes | Paróquias |
| ---- | --------------- | --------- | ---------- | ---------- | --------- |
| 1966 | 300.000         | 285.000   | 95,0%      | 70         | 26        |
| 1980 | 889.000         | 864.000   | 97,2%      | 110        | 45        |
| 1990 | 1.832.242       | 1.557.405 | 85,0%      | 138        | 55        |
| 2000 | 1.825.000       | 1.460.000 | 80,0%      | 253        | 101       |
| 2010 | 2.267.000       | 1.555.000 | 68,6%      | 312        | 129       |
| 2023 | 3.113.000       | 2.138.000 | 68,7%      | 273        | 167       |

Fonte: 

## Bispos e Arcebispos

### Dom José Newton de Almeida Baptista
Nascido em 16 de outubro de 1904 em Niterói (RJ), Dom José Newton foi ordenado sacerdote em 28 de outubro de 1928 em Roma, onde estudou filosofia, teologia e direito canônico. Serviu como secretário do Cardeal Sebastião Leme (1931) e pároco em várias paróquias do Rio de Janeiro (1931–1940). Nomeado Bispo de Uruguaiana (1944–1954) e Arcebispo de Diamantina (1954–1960), assumiu a Diocese de Brasília em 1960, tornando-se seu primeiro arcebispo em 1966. Sob seu governo, criou o Seminário Menor (1962), mais de 50 paróquias, 160 igrejas, 25 movimentos leigos e 33 obras sociais, além do Palácio Episcopal. Renunciou em 1984 por limite de idade e faleceu em 8 de fevereiro de 1987.

### Ordinários
| #               | Nome                            | Período    | Notas                                                                                                  |
| Arcebispos      | Arcebispos                      | Arcebispos | Arcebispos                                                                                             |
| --------------- | ------------------------------- | ---------- | --- |
| 5º              | Paulo Cezar Cardeal Costa       | 2020–atual | Atual arcebispo; criou o Vicariato Leste e modernizou a cúria.                                         |
| 4º              | Sérgio Cardeal da Rocha         | 2011–2020  | Nomeado arcebispo de Salvador.                                                                         |
| 3º              | João Braz de Aviz               | 2004–2011  | Nomeado prefeito da Congregação para os Institutos de Vida Consagrada e Sociedades de Vida Apostólica. |
| 2º              | José Cardeal Freire Falcão      | 1984–2004  | Fundou o Seminário Redemptoris Mater (1990).                                                           |
| 1º              | José Newton de Almeida Baptista | 1966–1984  | Primeiro arcebispo; estruturou a arquidiocese.                                                         |
| Bispo Diocesano |                                 |            | |
| 1º              | José Newton de Almeida Baptista | 1960–1966  | Nomeado arcebispo.                                                                                     |

### Bispos Auxiliares
- Atuais: Antônio Aparecido de Marcos Filho (2022–), Denilson Geraldo, S.A.C. (2023–), Ricardo Hoepers (2023–), Vicente de Paula Tavares (2024–).
- Anteriores: José Aparecido Gonçalves de Almeida (2013–2023, nomeado Bispo de Itumbiara), Marcony Vinícius Ferreira (2014-2022, nomeado Ordinário Militar do Brasil), Raymundo Damasceno Assis (1986–2004), Leonardo Ulrich Steiner, O.F.M. (2011–2019), entre outros.[16]

### Administradores Apostólicos
- José Aparecido Gonçalves de Almeida (2020)
- Waldemar Passini Dalbello (2011)

## Seminários

### Seminário Maior Nossa Senhora de Fátima
A bula Quandoquidem Nullum determinou a criação de um seminário menor, prioridade de Dom José Newton, que o considerava “a pupila dos olhos do arcebispo”. Fundado em 1º de março de 1962 e confiado aos Lazaristas, o Seminário Menor foi suspenso em 1972 devido à crise vocacional global. Em 1975, Dom José Newton convidou a Companhia de São Sulpício para dirigir o Seminário Maior, inaugurado em 25 de março de 1976 com oito alunos, sob a reitoria do Pe. Rodrigo Arrango Velásquez. O seminário forma sacerdotes para Brasília e outras dioceses, seguindo o modelo sulpiciano de formação teológica e pastoral.

### Seminário Redemptoris Mater
Erigido em 12 de dezembro de 1990 por Dom José Freire Falcão, o Seminário Redemptoris Mater forma presbíteros missionários vinculados ao Caminho Neocatecumenal, atendendo ao chamado do Concílio Vaticano II por seminários internacionais. Depende diretamente do arcebispo e oferece formação teológica idêntica aos seminários diocesanos, com ênfase na missão global. Seus seminaristas passam por estágios pastorais antes de serem enviados em missão, conforme as necessidades da arquidiocese.

## Vicariatos
A arquidiocese está organizada em quatro vicariatos territoriais, divididos em 15 setores, abrangendo 167 paróquias e 2 áreas pastorais (2025). Cada vicariato é supervisionado por um bispo auxiliar e um vigário episcopal.
| Vicariato | Paróquias | Bispo Auxiliar                    | Vigário Episcopal                     |
| --------- | --------- | --------------------------------- | ------------------------------------- |
| Norte     | 33        | Antônio Aparecido de Marcos Filho | Pe. Rafael Souza dos Santos           |
| Sul       | 52        | Denilson Geraldo, S.A.C.          | Pe. Antônio Carlos de Araújo          |
| Centro    | 47        | Ricardo Hoepers                   | Pe. Carlos Fernando Hernandez Sanchez |
| Leste     | 32        | Vicente de Paula Tavares          | Pe. Alex Novais de Brito              |

## Modernização Administrativa e Tecnologia
Em 2011, 78,2% das paróquias usavam registros manuscritos e 98,7% enviavam notificações por correio, evidenciando ineficiências. Propostas incluem o SGCP (Sistema de Gestão Canônico Pastoral) para digitalizar processos. Desde 2020, a cúria avançou na digitalização, especialmente durante a pandemia.

## Obras Sociais e Ecumenismo
O Vicariato para a Promoção Humana e Obras Sociais, liderado por Antônio Aparecido de Marcos Filho, coordena programas de educação, saúde e assistência via Cáritas. A arquidiocese promove diálogo ecumênico, colaborando com outras denominações em Brasília.

## Ligações Externas
- «Site oficial da Arquidiocese de Brasília»
- «Perfil em Catholic Hierarchy» (em inglês)
- «GCatholic» (em inglês)
- «Homilia do Papa João Paulo II, Brasília, 30 de junho de 1980»
- «Homilia do Papa João Paulo II na Esplanada dos Ministérios, Brasília, 15 de outubro de 1991»